# Эфендиев, Месуд Ариф оглы
Месуд Эфендиев (нем. Messoud Efendiev, род. 21 октября 1953 года, Загатала, Азербайджанская ССР) — живущий в Германии азербайджанский математик, профессор. Первый азербайджанский учёный — лауреат премии Гумбольдта. Заслуженный деятель науки Азербайджана (2022).

## Биография
В 1974—1975 годах под руководством Марко Вишика и А. И. Шнирельмана на механико-математическом факультете Московского государственного университета Эфендиев написал и с отличием защитил диплом, посвящённый топологическим методам в нелинейном анализе. Его сотрудничество с М. Вишиком и А. Шнирельманом продолжилось во время учёбы в аспирантуре МГУ в 1975/76 — 1978/79 годах. В 1980 году защитил диссертацию на тему глобальной разрешимости нелинейной задачи Римана-Гильберта.
С 1991 года работает в Германии, где в 1998 году защитил в свободном университете Берлина докторскую диссертацию на тему «Geometrical properties of nonlinear mapping related to pseudodifferential operators and their topological degree».
Доктор физико-математических наук.
Был профессором в Штутгартском университете (1991—1994), позже в Свободном университете Берлина (1994—1999). 
В 2000—2005 годы являлся управляющим специальной исследовательской группы «Multifield Problems», занимавшейся процессами, протекающими в многофазных средах. В 2005—2007 годах был приглашенным профессором в Мюнхенском техническом университете.
Начиная с 2007 года, работает в исследовательском центре им. Гельмгольца в Мюнхене. В 2007—2013 годах возглавлял группу «Динамические системы» института био-математики и биометрии (нем. Institute of Biomathematics and Biometry). 
Является одним из ведущих ученых Гельмгольц-центра и работает в Институте вычислительной биологии (нем. Institute of Computational Biology).
Является главным редактором журнала «International Journal of Biomathematics and Biostatistics». Входит в редакционные коллегии многих ведущих международных журналов и серий, включая «Mathematical Methods in the Applied Sciences» (Великобритания), «Glasgow Journal of Mathematics» (Великобритания), «Journal of Nonautonomous and Stochastic Dynamical Systems» (Испания), «Advances in Mathematical Sciences and Applications» (Япония), «Journal of Coupled Systems and Multiscale Dynamics» (Канада) и другие.
В сентябре 2024 года принял участие в Форуме азербайджанских учёных, проживающих за рубежом.

## Научный вклад
Месуд Эфендиев внёс вклад в такие разделы нелинейного анализа, как топологические инварианты и глобальная разрешимость нелинейных граничных задач, связанных с уравнениями, содержащими псевдо-дифференциальные операторы, в частности, в глобальную разрешимость классической нелинейной задачи Римана-Гильберта.
За эти и другие свои работы он был удостоен Премии Гумбольдта (1990) и почетных грантов от Японского общества поддержки научных исследований (JSPS, 2005) и фонда Отто Монстед (Otto Monsted, 2008).

## Награды
- Заслуженный деятель науки Азербайджана (21 апреля 2022 года) — за достижения в сфере науки и заслуги в развитии азербайджанской диаспоры[7].
- Премия Гумбольдта (1990 год).
- Пожизненная премия канадского Института исследований математических наук Филдса Университета Торонто (2023 год)[8].